# Trichoplites albimaculosa
Trichoplites albimaculosa là một loài bướm đêm trong họ Geometridae.